# فخرية اليحيائية
فخرية بنت خلفان بن ناصر اليحيائية فنّانة عُمانية، مواليد عام 1973؛ تعمل أستاذة في قسم التربية الفنية بجامعة السلطان قابوس، وهى أول فنانة أكاديمية وباحثة متخصصة في مجال الفنون التشكيلية في سلطنة عمان كما انها مهتمه بالحركة التشكيلية على مستوى التدريس الأكاديمي وعلى مستوى التوثيق والتاريخ.

## التعليم
حصلت على شهادة البكالوريوس من جامعة السلطان قابوس بتقدير امتياز، حيث أكملت تعليمها في المملكة المتحدة وحصلت على درجة الماجستير في الفنون من جامعة ويلز، وعلى درجة الدكتوراه في فلسفة الفنون الجميلة من جامعة ديمونت فورت.

## الحياة العملية
شغلت منصب رئيس قسم التربية الفنية من 2013-2019، كما انها أشرفت على مختبر الفنون بمؤسسة بيت الزبير الثقافية من 2016-2021. وهي رئيسة المجموعة البحثية للفنون البصرية العمانية منذ 2015، وكانت عضو لجنة مراجعة البحوث والدراسات والكتب في وزارة التراث والثقافة في 2009 كما شاركت في تحكيم العديد من المعارض والفعاليات الفنية والإشراف على العمل الميداني والخدمات الإرشادية في العديد من المؤسسات.

## الكتب المؤلفة
- حكايات بصرية: من الحكايات الشعبية العُمانية.
- فنون ما بعد الحداثة (فن التجهيز): قراءة في بعض النماذج.[2]
- قراءة في تكوينات لونية.
- الفن التشكيلي في عُمان، تأليف مشترك. مؤلف أول

## الكتب المحررة
- بيت فن صحار: مشروع واع للنحت في سلطنة عمان.
- دراسات نقدية في الفن التشكيلي العُماني.
- الفنون البصرية والثقافة.

## المعارض
نفذت العديد من المعارض الفردية كما شاركت في العديد من المعارض المحلية والعالمية؛

### المعارض الفنية الفردية
- في طوايا البراح قاعة برج الجامعة جامعة السلطان قابوس في 2019
- «وهج» في تونس 2016
- «أنت وأنا.. عمانيات» بمتحف بيت البرندة وبقاعة المركز العماني الفرنسي في 2014
- «انعكاس» بقاعة متحف بيت البرندة، 2009(سلطنة عُمان).
- «تكوينات لونية»، بقاعة الجمعية العمانية للفنون التشكيلية، (سلطنة عُمان)، في 2008
- «ظل ونور»، بقاعة الفنون التشكيلية بالنادي الثقافي، 2007(سلطنة عُمان).
- «عين للإبداع»، معرض فني فردي بصالة بيت مزنة، 2006 عُمان.
- «ميتافيزيقا 2»، بقاعة جت وي هوس، بالمملكة المتحدة،2004.
- «ميتافيزيقا 1»، بقاعة ليستر سيتي جالري، بالمملكة المتحدة،2004.
- «طريقة أخرى للرؤية»، بقاعة اتيرنتي هاوس، بالمملكة المتحدة،2002.
- «أنظر وتحسس»، بقاعة جليري هاوز بجامعة ديمونت فورت، بالمملكة المتحدة،2002.

### المعارض الفنية الدولية المشتركة دولياً:
- معرض الاحتفال باليوبيل الفضي- كلية الفنون الجميلة- جامعة الأقصر،2021
- معرض صالون جنوب الوادي كلية الفنون الجميلة بالاقصر 2018
- ملتقي الأقصر الدولي للفنون. تنظيم الرابطة العربية للفنون 2017
- معرض الفنون البصرية، ضمن الأيام الثقافية التونسية، الجمعية العمانية للفنون التشكيلية 2016
- معرض الأسبوع الثقافي العُماني: ضمن فعاليات صفاقس عاصمة الثقافة العربية، الجمهورية التونسية 2016
- معرض جماعي لفناني من دول مجلس التعاون، دولة قطر 2016
- المعرض العالمي للاحتفال بالسنة العالمية للضوء 2015
- بينالي آسيا 16 ببنجلاديش،2014.
- المعرض الفني المصاحب للمؤتمر الدولي للتربية بجامعة بروناي 2015
- معرض الاسبوع العالمي الثالث لتعليم الفنون بامريكا 2014
- معرض مشروع الفنان الطائر، ألمانيا 2015
- المشاركة في معرض «عمان رسالة سلام وإخاء»، البرازيل 2014
- المشاركة بمعرض «الجميل القبيح» في المهرجان العالمي للفنون بالمانيا 2014
- معرض المرأة المسلمة وصوتها 2013 ومعرض الأمومة 2011 ومعرض الهوية 2008 في المتحف القومي للمرأة، سان فرانسيسكو.
- معرض الأسبوع الثقافي العُماني بزنجبار 2010
- معرض الأسبوع الثقافي العُماني بشنغهاي 2010
- معرض الأسبوع الثقافي العُماني، برلين 2008
- المعرض «العالمي للفنون التشكيلية» مسقط 2006
- معرض بعنوان «البقاء»، المملكة المتحدة.

المعارض الفنية المشتركة
- معرض الفنانين العمانين 2019
- معرض «مجان الثاني» 2013
- معرض «حوار الثقافات» 2013
- معرض الهيئة الأكاديمية" 2013
- المعرض المصاحب لفعاليات «ملتقى الفنانات التشكيليات العُمانيات والخليجيات والمقيمات بالسلطنة» 2010
- معرض «احتفالات ولاية بركاء بعيد الأضحى»2008
- المعرض السنوي السادس عشر للفنون التشكيلية، الجمعية العُمانية للفنون التشكيلية
- المعرض الفني المصاحب لفعاليات «المهرجان التشكيلي الشعري حلم بين ريشة وقصيدة» 2007
- المعرض «السنوي الثامن للفنون التشكيلية، الجمعية العُمانية للفنون التشكيلية»2000
- معرض «اليوبيل الفضي للفنون الجميلة» 1995
- معرض «مهرجان التراث العُماني»[3][4]

## الجوائز
حصدت على العديد من الجوائز المحلية والدولية منها؛ في عام 2001 حصلت على الجائزة الأولى في مجال النحت في المعرض السنوي للفنون التشكيلية بالجمعية العمانية للفنون التشكيلية. في سنة 2010حصلت على جائزة المستوى الأول في مجال فنون الميديا آرت، في المسابقة الوطنية بمهرجان الفنون التشكيلية لمركز السلطان قابوس للثقافة والفنون والآداب. وفي عام 2013 حصدت على العديد من الجوائز منها الجائزة الكبرى في معرض الأعمال الصغيرة، والجائزة الأولى في مجال التجهيز في الفراغ في المسابقة الوطنية لمعرض السنوي للفنون التشكيلية بالجمعية العُمانية للفنون التشكيلية، والفوز ضمن 80 فنانة من بين 800 فنانة في منافسة عالمية لفنانات العالم في مسابقة معرض (فن المرأة المسلمة وصوتها)، متحف سان فرانسسكو. حصلت على وسام المبدعين العرب 2016. في 2014 فازت بالجائزة الشرفية في بينالي ببنجلاديش، وفازت بانتقاء أعمالها للعرض في المهرجان العالمي للفنون بألمانيا، كما فازت بانتقاء أعمالها في الأسبوع العالمي الثالث لتعليم الفنون بأمريكا.
و حصدت جوائز بحثية أكاديمية منها جائزة الباحث المجيد في جامعة السلطان قابوس لعامي 2019 و 2018، وجائزة الأكاديمي المجيد لعامي 2013,2020 وجائزة المجموعة البحثية المتميزة لعامي 2018 و 2017.

## عضوية لجان التحكيم
أشرفت على العديد من لجان التحكيم منها جائزة السلطان قابوس للإبداع الثقافى في عام 2006، وجائزة السلطان قابوس للثقافة والفنون والآداب في عام 2012، وجائزة السلطان قابوس للإجادة الحرفية وعضويات لجان مجتمعية عديدة
كما ترأست اللجان الوطنية والإقليمية المهنية المعنية بالأعمال البحثية والابداعية.